# فرانسوا-بنجامین چائوسنیچه
فرانسوا-بنجامین چائوسنیچه (انگلیسی: François-Benjamin Chaussemiche; ۴ ژوئن ۱۸۶۴ – ۱۳ دسامبر ۱۹۴۵) معمار اهل فرانسه بود.
وی همچنین برندهٔ جوایزی همچون لژیون دونور (شوالیه) و جایزه بزرگ رم شده‌است.